# Cellule juridique de l'Élysée
La cellule juridique de l'Élysée (surnommée « le cabinet noir ») fut réunie autour de Dominique de Villepin alors qu'il était secrétaire général de l'Élysée durant le premier mandat de Jacques Chirac à la présidence de la République française, de 1995 à 2002. Elle était chargée de suivre les affaires politico-financières en cours, en particulier celles liées au financement occulte du RPR et à la Mairie de Paris impliquant Chirac (celui-ci ayant été président du RPR et maire de Paris avant son élection à la présidence). 

## Composition
De composition variable, elle regroupait des avocats (comme Francis Szpiner, premier avocat de Chirac, ainsi que Pierre Haïk et Thierry Herzog), des hauts fonctionnaires et des personnalités politiques.

## Actions
Selon les dires des intéressés, cette cellule aurait fortement conseillé à Loïk Le Floch-Prigent, Michel Roussin et Didier Schuller de fuir la France avant leur arrestation et se soustraire ainsi aux investigations de la Justice.